# 永井誠一郎
永井 誠一郎（ながい せいいちろう、1965年12月4日 - ）は日本の作曲家・編曲家・キーボーディスト・音楽プロデューサー。有限会社トゥルーインデックスの代表取締役でもある。血液型はA型。

## 概要
愛媛県今治市に生まれ、5歳の頃からクラシックピアノを始める。出身高校は愛媛県立今治西高等学校で、在学時はバンド活動を行っていた。その後工学院大学に進学するも中退し、パンスクールオブミュージックに入学。卒業後ミュージシャンとして活動を始める。
愛称は「せいちゃん」・「せいさん」。主に、バックバンドとして多くのアーティストのサポートを務めている（担当楽器はキーボード）。特に黒田倫弘、GLAY、チャーミースマイル&グリーンヘッドのサポートメンバーとして知名度がある。その他、楽曲の編曲・録音にも参加しており、ゲームミュージックなども手がけている。
コーヒー好きでもあり、自身のTwitterに「今日の一杯目」と称したコーヒーの写真や、ツアー先で訪れた喫茶店の写真を度々アップしている。

## 手がけた作品
- 高橋里華：「Endless Brightness」（編曲）…1997年 シングル『RUNABOUT』収録
- SINBA：「standing up」（編曲）…2002年 シングル『RESET』収録
- SINBA：「Relation」（編曲）…2003年 シングル『FANTASY』収録
- PaniCrew：「LILY」（弦編曲）…2003年 アルバム『Voice of Joker』収録
- sona：「Love, Again〜Piano Version〜」（編曲）…2005年 シングル『Love, Again』収録
- GLAY：「鼓動」（弦編曲）…2007年